# Tanaim
Tanaïm (en hebreu: תנאים) (en singular: tanà) és la denominació dels savis rabínics, les opinions dels quals són recordades en la Mixnà, escrita aproximadament l'any 220 EC. El període dels Tanaïm, és també conegut com el període de la Mixnà, és posterior al període dels Zugot ("parells"), i anterior al període dels Amoraïm.
L'arrel tanà (תנא) és equivalent en arameu a l'arrel shanah (שנה) en hebreu, que és també la paraula base de Mixnà. El verb shanah (שנה) literalment significa "Repetir (allò après)" i és usat amb el significat "d'aprendre".
Per comprendre-ho, hem de recordar que l'escriptura en aquests anys era sobre pergamins, material car, per la qual cosa normalment s'escrivien breus textos i els savis recordaven de memòria les explicacions, repetint-les cada vegada que era necessari. Un tanà acompanyava als jutges, citava els textos quan era sol·licitat i agregava els nous comentaris. El terme tanà es va estendre des dels memoristes fins als savis, ja que molts d'ells van sorgir allà.
El període de la Mixnà és comunament dividit en cinc períodes d'acord amb les generacions. Són coneguts aproximadament 120 Tanaim principals.
Els Tanaim van viure en diferents àrees de la Terra d'Israel. El centre espiritual del judaisme en aquells temps era Jerusalem, però després de la destrucció del Segon temple, el rabí Yohanan Ben Zakai i els seus estudiants, van fundar un nou centre religiós a Yavne. Altres centres d'estudi van ser els fundats pels seus deixebles a Lod, i a Bené Berac.
Molts dels Tanaïm eren artesans (sabaters, etc.) a més de la seva posició com a mestres i jutges menors. Alguns van ser dirigents i representants davant l'Imperi Romà.

## Origen dels Tanaïm
Si bé les acadèmies van existir des de segles anteriors, durant l'ocupació d'Israel sota l'Imperi Romà es va afirmar la seva importància. Durant aquest temps, la corrupció i la col·laboració amb l'ocupant de la classe sacerdotal (els Kohanim) va portar al seu rebuig per part del poble. per exemple, el càrrec de summe sacerdot (Kohen Gadol) era donat al major oferent en una licitació.
El conflicte entre la casta sacerdotal i el poble va portar a la divisió entre els Saduceus i els Fariseus. Els Saduceus (que normalment controlaven al summe sacerdot), eren sostinguts per la família real dels Asmoneus, i posteriorment pels delegats de l'Imperi Romà. Els Fariseus eren un grup igualitari, ells acceptaven estudiants de totes les tribus hebrees, no solament dels Levites, i ensenyaven les lleis transmeses oralment juntament amb la llei escrita.
El conjunt de les lleis transmeses, juntament amb la seva interpretació i adequació, van constituir la Mixnà, la compilació de la qual va ser realitzada per fi en el període dels Tanaim. Si bé estava prohibida l'escriptura d'aquesta llei, la transmissió de la qual havia de ser oral, la por a la seva perduda després de la repressió originada per la revolta de Bar Kojba va portar a Rabí Yehuda Ha-Nasi (el príncep) a permetre la seva escriptura.
Fins a l'època de Hillel i Shammai, la darrera generació de Zugot, hi havia poques dissidències entre els rabins erudits de la Torà. Després d'aquest període, l'Escola de Hillel i l'Escola de Shammai van representar dues perspectives diferents sobre la Halacà, i els seus desacords es troben documentats en la Mixnà.
S'atribueix a l'Escola de Hillel una interpretació mes permissiva, i a l'Escola de Shammai una interpretació més restrictiva, i la Halacà, excepte en algunes excepcions, segueix a l'Escola de Hillel.
La llei tradicional jueva actual, si bé està fonamentada en la Mixnà, ha estat modificada al llarg dels segles, per la qual cosa la Mixnà no és autoritativa. El text actualment vigent és el Xulhan Arukh.

## Càrrecs
Els tanaim més importants van ser membres de la Gran Assemblea (Sanedrí), organisme creat després de la tornada de Babilònia que era al seu torn el màxim tribunal.
El Nasí, (plural Nesiim), traduït com a príncep o president, era el membre més prominent i el que presidia el Sanedrí.
Raban és un títol major que rabí, i li va ser donat al Nasí des de Raban Gamliel (Gamliel l'ancià).
El títol de Raban estava limitat als descendents de Hillel, amb l'única excepció de Raban Yohanan Ben Zakai, el líder de Jerusalem durant el setge, que va salvar el futur del poble jueu després de la gran revolta suplicant a Vespasià.
Rabí Eleazar ben Azariah, que va ser Nasí, no va tenir el títol de Raban, potser per la curta durada del seu càrrec. Abans de Raban Gamliel, no es van usar títols abans d'alguns noms, basats en l'adagi talmúdic Gadol miRabban shmo "(Major que el títol Raban és el nom mateix de la persona)". Per aquesta raó Hillel no té títol abans del seu nom, el seu nom mateix és el seu títol, com Moisès o Abraham, que tampoc tenen títols. Si poden trobar-se nomenats com Moshe Rabeinu (Moises el nostre mestre) o Abraham Avinu (Abraham el nostre pare), per diferenciar-los.

## Llista dels Nesiim (Presidents del Sanedrí)
- Hillel
- Rabán Shimon ben Hillel
- Rabán Gamliel Hazaken (Gamliel l'ancià)
- Rabán Shimon ben Gamliel
- Rabán Yohanan ben Zakai
- Rabán Gamliel de Yavne
- Rabi Eleazar ben Azariah
- Rabán Shimon ben Gamliel de Yavne
- Rabi Yehuda Ha-Nasi, compilador de la Mixnà.

## Les generacions dels Tanaim

### Abans de la destrucció el Segon Temple
- Hillel
- Shammai
- Rabban Gamliel
- Elisha ben Abuyah

### La generació de la destrucció
- Raban Shimon ben Gamliel
- Raban Yohanan ben Zakkai
- Rabí Yehuda ben Bava

### Entre la destrucció i la revolta de Ximón bar Kokhebà
- Rabí Ioshua ben Hanania
- Rabí Eliezer ben Harcanos
- Raban Gamliel II de Yavne
- Rabí Eleazar ben Araj

### La generació de la revolta de bar Kokhebà
- Rabí Akiva
- Rabí Tarfon
- Rabí Ishmael ben Elisha
- Rabí Eleazar ben Azariah

### Després de la revolta
- Raban Shimon ben Gamliel de Yavne
- Rabí Meir Baal ha-Ness
- Rabí Ximon bar Yohaï, autor del Zohar
- Rabí Yosei ben Halafta
- Rabí Judah ben Ilai

## Compiladors
- Rabí Yosei
- Rabí Yishmael
- Rabí Shimon
- Rabí Nathan
- Rabí Hiya
- Rabí Yehuda Ha-Nasi (el príncep), compilador de la Mixnà.

## Llocs externs
- Enciplopedia Jueva
- Biografies dels Tanaim
- breu explicació en castellà Arxivat 2007-09-28 a Wayback Machine.